# Ophiostiba hidekii
Ophiostiba hidekii är en ormstjärneart som beskrevs av Matsumoto 1915. Ophiostiba hidekii ingår i släktet Ophiostiba och familjen skinnormstjärnor. Inga underarter finns listade i Catalogue of Life.